# Listă de scriitori argentinieni
Aceasta este o listă de scriitori argentinieni:
- Florencia Abbate
- Marcos Aguinis
- Cèsar Aira
- Juan Bautista Alberdi

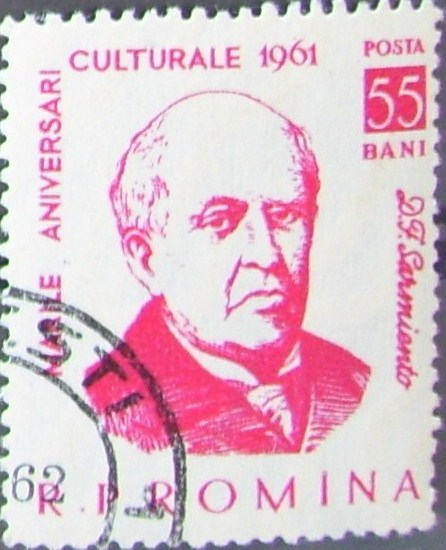
Timbru poştal românesc din 1961, reprezentând pe Domingo Faustino Sarmiento

- Almafuerte (Pedro Bonifacio Palacios)
- Enrique Anderson Imbert
- Olegario Víctor Andrade
- Abelardo Arias
- Alberto Adrián Arias
- Roberto Arlt
- Hilario Ascasubi
- Jorge Asís
- Nicolás Avellaneda
- Enrique Banch
- Vicente Barbieri
- Leónidas Barletta
- Osvaldo Bayer
- Horacio Jorge Becco
- Antonio Di Benedetto
- Francisco Luis Bernárdez
- Isidoro Blaisten
- Miguel Briante
- Jorge Luis Borges
- Alfredo Bufano
- Fausto Burgos
- Eugenio Cambaceres
- Miguel Cané
- Arturo Capdevila
- Evaristo Carriego
- Adolfo Bioy Casares
- Abelardo Castillo
- Haroldo Conti
- Martín Coronado
- Julio Cortázar
- Roberto Cossa
- Humberto Costantini
- Antonio Dal Masetto
- Gregorio de Laferrere
- José de Lavardén
- Esteban de Luca
- Luis de Tejeda
- Martín del Barco Centenera
- Juan Carlos Dávalos
- Estanislao Del Campo
- Marco Denevi
- Enrique Santos Discépolo
- Alejandro Dolina
- Esteban Echeverría
- Samuel Eichelbaum
- Macedonio Fernández
- Baldomero Fernández Moreno
- José Pablo Feinmann
- Jacobo Fijman
- Roberto Fontanarrosa
- Fray Mocho (José Sixto Álvarez)
- Guillermo Gallego
- Manuel Gálvez
- Enrique García Velloso
- Juan Gelman
- Alberto Gerchunoff
- Mempo Giardinelli
- Alberto Girri
- Oliverio Girondo
- Beatriz Guido
- Ricardo Güiraldes
- Joaquín V. González
- Enrique González Tuñón
- Raúl González Tuñón
- José Ignacio Gorriti
- Juana Manuela Gorriti
- Paul Groussac
- Carlos Guido y Spano
- Luis Gusmán
- Eduardo Gutiérrez
- Juan María Gutérrez
- Ricardo Gutiérrez
- Bartolomé Hidalgo
- José Hernández
- José Ingenieros
- Juan Crisóstomo Lafinur
- Alberto Laiseca
- Leònidas Lamborghini
- Osvaldo Lamborghini
- Enrique Larreta
- Lucio Vicente López
- Vicente López y Planes
- Leopoldo Lugones
- Benito Lynch
- Eduardo Mallea
- Lucio V. Mansilla
- Arturo Marasso
- Leopoldo Marechal
- José Mármol
- Julián Martel (José María Miró)
- Ezequiel Martínez Estrada
- Carlos Mastronardi
- Bartolomé Mitre
- Manuel Mújica Laínez
- Enrique Molina
- Ricardo Molinari
- Ricardo Rojas
- Conrado Nalé Roxlo
- Rafael Obligado
- Silvina Ocampo
- Victoria Ocampo
- Pedro Orgambide
- Juan L. Ortiz
- Pablo Pavicich
- Roberto J. Payró
- Nèstor Perlongher
- Alejandra Pizarnik
- Ricardo Piglia
- Roger Pla
- Manuel Puig
- Abel Posse
- Horacio Quiroga (Argentina/Uruguay)
- Horacio Rega Molina
- Andrés Rivera
- Enrique Rodríguez Larreta
- Ricardo Rojas
- Germán Rozenmacher
- Juan José Saer
- Ernesto Sábato
- Dalmiro A.Sáenz
- Florencio Sánchez (Argentina/Uruguay)
- Julio Sánchez Gardel
- Beatriz Sarlo
- Domingo Faustino Sarmiento
- Marcos Sastre
- Osvaldo Soriano
- Alfonsina Storni
- José Sebastián Tallón
- Héctor Tizón
- Manuel Ugarte
- Paco Urondo
- Juan Cruz Varela
- David Viñas
- Rodolfo Walsh
- María Elena Walsh
- Eduardo Wilde